# G.A.D.
«G.A.D.» — музичний альбом гурту Hladno pivo. Виданий 1995 року лейблом Croatia Records. Загальна тривалість композицій становить 38:24. Альбом відносять до напрямку панк-рок.

## Список пісень
1. «Razmišljam» — 2:26
2. «U ritmu dlakave guze» — 2:27
3. «Šank» — 2:53
4. «Moralne dileme vlasnika BMW-a» — 3:11
5. «Izlazak u grad» — 2:10
6. «Tamburaši» — 2:41
7. «Country (Will The Circle be Unbroken)» — 2:17
8. «Od budenja do dnevnika» — 3:04
9. «Diznilend» — 2:05
10. «Rigoletto» — 1:22
11. «MTV» — 2:39
12. «7. Noć» — 1:58
13. «Usamljeni u gomili» — 3:28
14. «Tišina» — 3:50
15. «Bila je…» — 2:29